# Аерін

Зображення з реклами напою

Аерін (рос. Аэрин) — дієтичний (зі зниженою жирністю) вітамінізований кисломолочний напій з плодово-ягідними наповнювачами, який виробляли в УРСР з кінця 1970-х до початку 1990-х.
Існували також такі варіації: «Аерін дитячий» (рос. Аэрин детский), «Аерін особливий» (рос. Аэрин особый), «Аерін солодкий» (рос. Аэрин сладкий).

## Властивості
Мав високу біологічну активність, містив вітаміни «РР» та групи «В». Випускався у пляшках (0,5 л) та тетрапакетах.
Добавками могли бути плодово-ягідні сиропи, концентрат морквяного соку, аскорбінова кислота тощо. Також був розроблений сироп «Полівітамінний», який використовували як біодобавку.
Лікувальні й дієтичні властивості подібних напоїв пояснюють сприятливим впливом мікроорганізмів і речовин, які утворюються внаслідок біохімічних процесів, які протікають при сквашуванні молока.
Термін реалізації, згідно з українським законодавством, в роздрібній торговельній мережі — 36 годин, тобто один з половиною день (за умов відносної вологості повітря 75 % й температури не вище 6 °C).

## Історія та опис
Про винайдення способу виробництва кисломолочного напою «Аерін» заявлено 22 березня 1977 року. Було отримано патент (авторське свідоцтво). Опис опубліковано 30 червня 1978 року.
Авторами винаходу зазначено: Н. М. Романська, Р. С. Баширова, С. Й. Кочубей, Л. О. Мостова й Л. Д. Товкачевська — співробітники Українського науково-дослідного інституту м'ясної та молочної промисловості.
Метою винаходу було одержання біологічно повноцінного напою, що має хороші смакові властивості, гомогенну, ніжну та властиву напоям текучу консистенцію підвищеної стійкості.
Пропонований спосіб отримання напою такий: відібране за якістю та кількістю молоко пастеризують при 90—92 °C з витриманням 2—5 хв або при температурі 85—87 °C з витриманням 5—10 хв. Після пастеризації суміш охолоджують до 26—28 °C і заквашують закваскою, що складається із мезофільних штамів Streptococcus cremoris, Leuconostoc cremoris, Leuconostoc dextranicum з підсівом Lactobacterium casei, взятих у співвідношенні 2:1:1:1/3.
Після внесення закваски суміш обов'язково перемішують щогодини 2 рази по 10 хв протягом перших 3 годин сквашування.
У разі вироблення напою з плодоягідним наповнювачем його вносять після сквашування та при перемішуванні.
Для покращення смакових властивостей та підвищення стійкості при зберіганні напої насичують вуглекислим газом.
Перевагою такого способу виготовлення є одержання напою підвищеної стійкості при зберіганні (до 96 год замість 48 год, а газованого до 7 діб).